# The Rubaiyat of Omar Khayyám
The Rubaiyat of Omar Khayyám is een compositie van de wereldcomponist Alan Hovhaness uit 1975. Dirigent André Kostelanetz bracht de componist op het idee en mocht ook de eerste uitvoering geven; zijn commentaar; Dit is liefdesmuziek. De accordeonist Carmen Carrozza gaf uiteindelijk de opdracht.
Het werk is een (soort) toonzetting van een aantal verzen van Omar Khayyám. Anderen beschouwen het als een soloconcert met de accordeon als soloinstrument, waarbij de verteller een meer ondergeschikte rol speelt.De tegenstellingen tussen Khayyam en Hovhaness zijn op sommige vlakken groot. Khayyam leefde in het hier en nu en was hedonist; Hovhaness greep vaak terug op het verleden en was haast asceet en zeer religieus. Toch is er een gemeenschappelijke factor; de romantische liefde. Deze verbinding resulteerde in het feit dat Hovhaness de tekst van Khayyám voorzag van muziek. Hij zette echter geen melodie onder de tekst, maar liet de tekst vertellen boven een compositie waarin een belangrijke rol is weggelegd voor de accordeon. De muziek neigt meer naar Griekse volksmuziek, dan naar zijn eigen Armeense muziek.
Het eendelig werk volgt de Engelstalige vertaling van Edward FitzGerald en de verteller spreekt een aantal kwatrijnen uit het werk.

## Orkestratie
- accordeon
- 3 dwarsfluiten, 2 hobo’s, 2 klarinetten, 2 fagotten
- 4 hoorns, 3 trompetten, 3 trombones, 1 tuba
- 1 stel pauken, 4 man / vrouw percussie;
- violen, altviolen, celli, contrabassen.

Alhoewel er op de achtergrond een symfonieorkest meespeelt is dat aan de muziek niet te horen ; de muziek met uitzondering van de accordeon komt nauwelijks op de voorgrond. Wel breekt op het eind een bescheiden trompet door met een voor Hovhaness typische hymnemelodie.

## Discografie
Er zijn anno 2010 twee opnamen van het werk:
- Uitgave Columbia Records met Douglas Fairbanks als verteller, Carmen Carrozza accordeon en het Kostelanetz Orchestra o.l.v. André Kostelanetz (opname 1977)
- Uitgave Delos Compact disc; Michael York verteller, Diane Schmidt accordeon Seattle Symphony o.l.v. Gerard Schwarz; (6,7 en 12 juni 1994); deze laatste vermeldde opus 282; een vergissing

De muziek laat weinig ruimte voor verschillen in tempo; de eerste versie is 13:52; de tweede 13:51. Bij beide opnamen was de componist aanwezig.